# Hadrobregmini
Hadrobregmini es una tribu de escarabajos polífagos de la familia Ptinidae.

## Géneros
- Desmatogaster
- Hadrobregmus
- Priobium